# Las Plassas
Las Plassas ist eine italienische Gemeinde (comune) mit 205 Einwohnern (Stand 31. Dezember 2023) auf Sardinien in der Provinz Medio Campidano. Die Gemeinde liegt etwa 14,5 Kilometer nordöstlich von Sanluri und etwa 32,5 Kilometer nordöstlich von Villacidro.

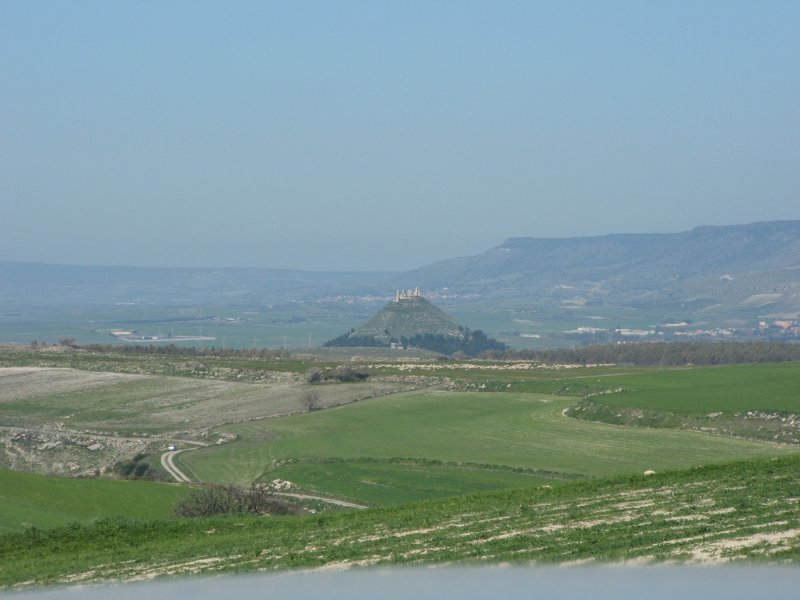
Burg von Las Plassas

## Geschichte
Die Gigantengräber in der Ortschaft Mesedas werden auf die Zeit um 1885 v. Chr. datiert. Die Nuraghe S'Utaxi ist noch älter (2000 v. Chr.)

## Verkehr
Durch die Gemeinde verläuft die Strada Statale 197 di San Gavino e del Flumini von Guspini nach Nurallao.